# Francesco Antonio Gallotti
Francesco Antonino Gallotta (Francisco Gallotti) (Soriano Calabro, 24 de março de 1916 – São Paulo, 1 de dezembro de 1983) foi um pintor e escultor ítalo-brasileiro.

## Dados biográficos
Ele era filho do pintor e escultor Anibale Gallotti, que inicialmente lhe ensinou o ofício.
Um ano antes de sua morte, pintou um mural no Hospital 9 de Julio - Hospital Nove de Julho - em São Paulo.